# Michael Hasselflug
Michael Hasselflug (* 1. Januar 1959 in Frederiksberg) ist ein dänischer Schauspieler und Synchronsprecher.

## Leben
Michael Hasselflug absolvierte bis 1986 seine Schauspielausbildung und war anschließend einige Jahre lang festes Ensemblemitglied am Aarhus Teater. Später trat er auch in Kabarett-Programmen auf, so auch am Folketeatret und am Regionaltheater Kolding.
Seit 1988 ist Michael Hasselflug als Schauspieler vor der Kamera tätig. 1998 war er in Der (wirklich) allerletzte Streich der Olsenbande zu sehen. Er ist zudem in Dänemark als Synchronsprecher für ausländische Zeichentrickfilme bzw. Animationsfilme in Erscheinung getreten, unter anderem für The LEGO Movie oder Playmobil – Der Film.
Michael Hasselflug war mit der Schauspielerin Annette Katzmann verheiratet. Aus der Ehe gingen zwei Söhne hervor, darunter Benjamin Hasselflug.